# جمانه دختر ابی‌طالب
جمانه دختر ابی‌طالب یکی از صحابه و دختر عموی اول محمد پیامبر اسلام است. او دختر ابوطالب و فاطمه بنت اسد و خواهر علی ابن ابی‌طالب است. جمانه با ابوسفیان بن حارث ازدواج کرد که حاصل آن پسری به نام جعفر بود.
جمانه در مدینه درگذشت و در قبرستان بقیع دفن شد.